# Маріон Тено
Маріон Тено (9 квітня 2000 , Шербрук, Квебек ) — канадська фристайлістка, фахівець із лижної акробатики, бронзова призерка Олімпійських ігор 2022 року.

## Спортивні результати

### Олімпійські ігри
| Рік  | Місто        | Акробатика | Змішана команда |
| ---- | ------------ | ---------- | --------------- |
| 2022 | Пекін, Китай | 7          | 3               |

### Чемпіонат світу
| Рік  | Місто             | Акробатика | Змішана команда |
| ---- | ----------------- | ---------- | --------------- |
| 2021 | Алмати, Казахстан | 6          | 6               |

### Кубок світу
| Сезон   | Дата            | Місце проведення  | Дисципліна | Місце |
| ------- | --------------- | ----------------- | ---------- | ----- |
| 2020-21 | 23 січня 2021   | Москва, Росія     | акробатика | 3     |
| 2020-21 | 13 березня 2021 | Алмати, Казахстан | акробатика | 1     |
| 2021-22 | 5 січня 2022    | Ле-Релайс, Канада | акробатика | 2     |